# Jože Klemenčič
Jože Klemenčič (* 3. Juni 1962 in Ljubljana) ist ein ehemaliger jugoslawischer Skilangläufer.

## Werdegang
Klemenčič, der für den TVD Partizan Dol aus Ljubljana startete, trat international erstmals bei den Weltmeisterschaften 1982 in Oslo in Erscheinung. Dort kam er auf den 55. Platz über 15 km. Bei den Olympischen Winterspielen 1984 in Sarajevo belegte er den 42. Platz über 50 km, den 38. Rang über 30 km und zusammen mit Ivo Čarman, Janež Kršinar und Dušan Đurišič den 12. Platz in der Staffel. Im folgenden Jahr kam er bei den Weltmeisterschaften in Seefeld in Tirol auf den 43. Platz über 15 km, auf den 37. Rang über 30 km und auf den 32. Platz über 50 km. Bei den Weltmeisterschaften 1987 in Oberstdorf belegte er den 32. Platz über 50 km Freistil und den 13. Rang mit der Staffel.